# Victoria București
Il Victoria București è stata una società calcistica rumena con sede nella città di Bucarest, fondata nel 1949 e attiva fino al 1990, anno in cui si è sciolta subito dopo la rivoluzione del dicembre 1989. Era gestita dal Ministero degli affari interni e il loro soprannome era Milițienii (poliziotti)

## Storia

### 1949-1970:Le prime squadre della polizia
La polisportiva della polizia venne fondata nel 1949 sul modello del Clubul Sportiv al Armatei Steaua București di proprietà dell'esercito e consisteva in 15 discipline sportive, tra le quali il calcio. Il Dinamo-Miliție București disputò i campionati regionali fino al 1957, anno in cui fu promosso in Divizia C. In questa categoria giocò nella stagione successiva dopodiché si trasferì a Pitești diventando Dinamo Pitești e, dal 1967, FC Argeș Pitești.
Venne quindi allestita un'altra squadra, chiamata Dinamo Victoria București che arrivò fino alla Divizia B; nella stagione 1967-68 cedette il titolo sportivo alla fabbrica di elettronica Obor che chiamò la squadra Electronica Obor București

### 1970-1990:Da terza squadra del paese allo scioglimento
Una terza squadra venne creata, che partì dai campionati provinciali disputati per tutti gli anni settanta. Nel 1981 ottenne la promozione in Divizia C e l'anno successivo in Divizia B. Nel 1984-85 dominò il proprio girone ottenendo la prima promozione in Divizia A con 10 punti di vantaggio sulla seconda classificata
Nel massimo campionato disputò 4 campionati: il primo concluso al quarto posto e i successivi 3 al terzo posto, dopo la coppia Steaua e Dinamo. Durante la pausa invernale della stagione 1989-90, a rivoluzione appena ultimata, il Victoria e il FC Olt Scornicești vennero sciolti a causa dei favori avuti durante il regime del Partito Comunista Rumeno
L'ultimo presidente del club è stato Dumitru Dragomir, negli anni successivi eletto presidente della Lega dei club professionisti

## Competizioni internazionali
I 3 campionati terminati al terzo posto garantirono sempre alla squadra l'accesso alla Coppa UEFA.
Nell'edizione 1987-88 venne sconfitta ai sedicesimi di finale dalla Dinamo Tblisi. L'anno successivo arrivò fino ai quarti di finale, dove venne sconfitta al ritorno per 4-0 dalla Dinamo Dresda. L'ultima partecipazione è nella stagione 1989-90 dove uscì al primo turno, sconfitta dal Valencia

## Stadio
Il club giocò le partite interne nello stadio Victoria con una capienza di 16.000 posti. In seguito ha cambiato nome in Stadio Florea Dumitrache ed è utilizzato dalla Dinamo București II, secondo team della Dinamo, con una capienza di 6.000 posti a sedere

## Palmarès

### Altri piazzamenti
- Campionato rumeno:

Terzo posto: 1986-1987, 1987-1988, 1988-1989
- Coppa di Romania:

Semifinalista: 1985-1986, 1986-1987, 1987-1988, 1988-1989